# Nodozana picturata
Nodozana picturata är en fjärilsart som beskrevs av William Schaus 1911. Nodozana picturata ingår i släktet Nodozana och familjen björnspinnare. Inga underarter finns listade i Catalogue of Life.